# Lisanne Soemanta
Lisanne Soemanta (Uitgeest, 1 mei 1987) is een Nederlands voormalig langebaanschaatsster en marathonschaatsster. Ze schaatste tot 2011 voor Intersport Jan Bols Schaatsteam; tot 2015 bij Team BOHH.nl / Steigerplank.com.

## Biografie
Soemanta schaatste haar eerste NK allround in Groningen, eind 2007, waar ze als negentiende eindigde. Bij het NK afstanden 2009 was ze voor de eerste maal deelnemer op dit toernooi. Ze kwam uit op de 1500 meter en eindigde als 22e. Sinds 28 maart 2009 is Soemanta baanrecordhouder op de 10.000 meter in 16.07,82 in Enschede. Een jaar later kwalificeerde ze zich voor de 3000 meter, maar op die afstand werd ze gediskwalificeerd. Op het NK Allround van 2010 eindigde ze als 20e. Ze schaatste voor het Gewest Noord-Holland/Utrecht.
In 2010 besloot ze over te stappen naar de marathon, tijdens haar eerste twee wedstrijden eindigde ze respectievelijk ze als 18e en 6e. Op 26 december 2012 werd ze bij het NK Marathonschaatsen op kunstijs niet uitgeroepen tot marathonschaatser van 2012, ondanks dat ze als snelste over de finish ging. In 2015 zette Soemanta een punt achter haar carrière.

## Persoonlijke records
| Afstand      | Tijd     | Datum            | Baan       |
| ------------ | -------- | ---------------- | ---------- |
| 500 meter    | 41,74    | 11 februari 2007 | Alkmaar    |
| 1000 meter   | 1.23,40  | 25 januari 2009  | Enschede   |
| 1500 meter   | 2.04,46  | 13 maart 2008    | Heerenveen |
| 3000 meter   | 4.19,40  | 28 december 2005 | Heerenveen |
| 5000 meter   | 7.31,29  | 9 maart 2008     | Groningen  |
| 10.000 meter | 16.07,82 | 28 maart 2009    | Enschede   |

## Resultaten
| Jaar | NK Afstanden | NK Allround |
| ---- | ------------ | ----------- |
| 2008 |              | NC19        |
| 2009 | 22e 1500m    |             |
| 2010 | DSQ 3000m    | NC20        |